# Півонія вузьколиста
Піво́нія вузьколи́ста, або тонколи́ста (Paeonia tenuifolia), — багаторічна рослина родини півонієвих, відома під народними назвами: кудла, вороне́ць, вороно́к, степова́ піво́нія. Причорноморський ендемік, занесений до Червоної книги України. Декоративна культура.

## Опис

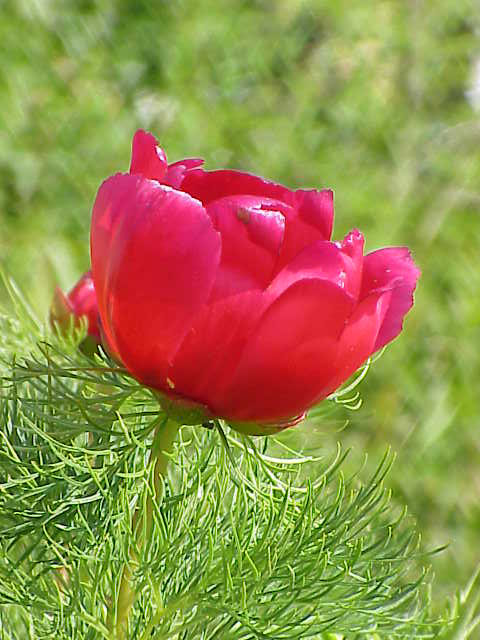
Квітка великим планом

Це трав'яниста рослина заввишки 50 см. Підземна частина рослини представлена коротким кореневищем з шишкоподібними потовщеними коренями. Листки півонії вузьколистої, на відміну від решти представників роду, розсічені на численні вузькі лінійні долі завширшки 1–2 мм (що власне і дало назву виду). У півонії верхні листки скупчені під квіткою.

## Екологія та поширення
Квітне у травні.
Півонія вузьколиста поширена у степах Центральної Європи, Балкан, південно-східних районах Східноєвропейської рівнини, на Кавказі і навіть південніше — у Закавказзі, Туреччині та Ірані.
В Україні трапляється у південній частині Лісостепу, у степу (південь Луганщини і Донеччини, Запорізька область тощо), а також на яйлах Гірського Криму (наприклад на Чатир-Дазі).
Вид під загрозою зникнення, тому занесений до Червоної книги України 1996 року.

## Галерея

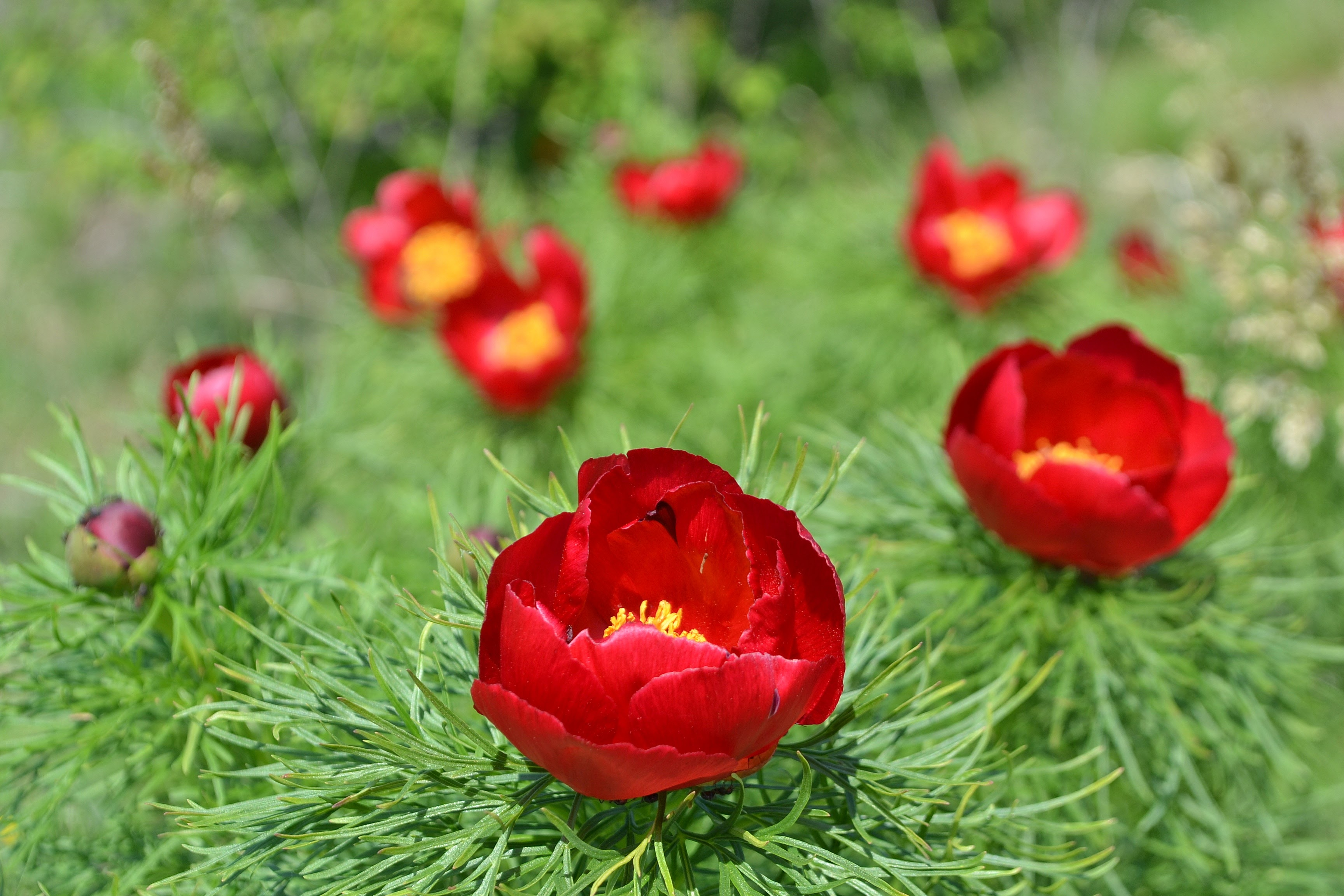
Воронці. смт Марківка, Луганська область
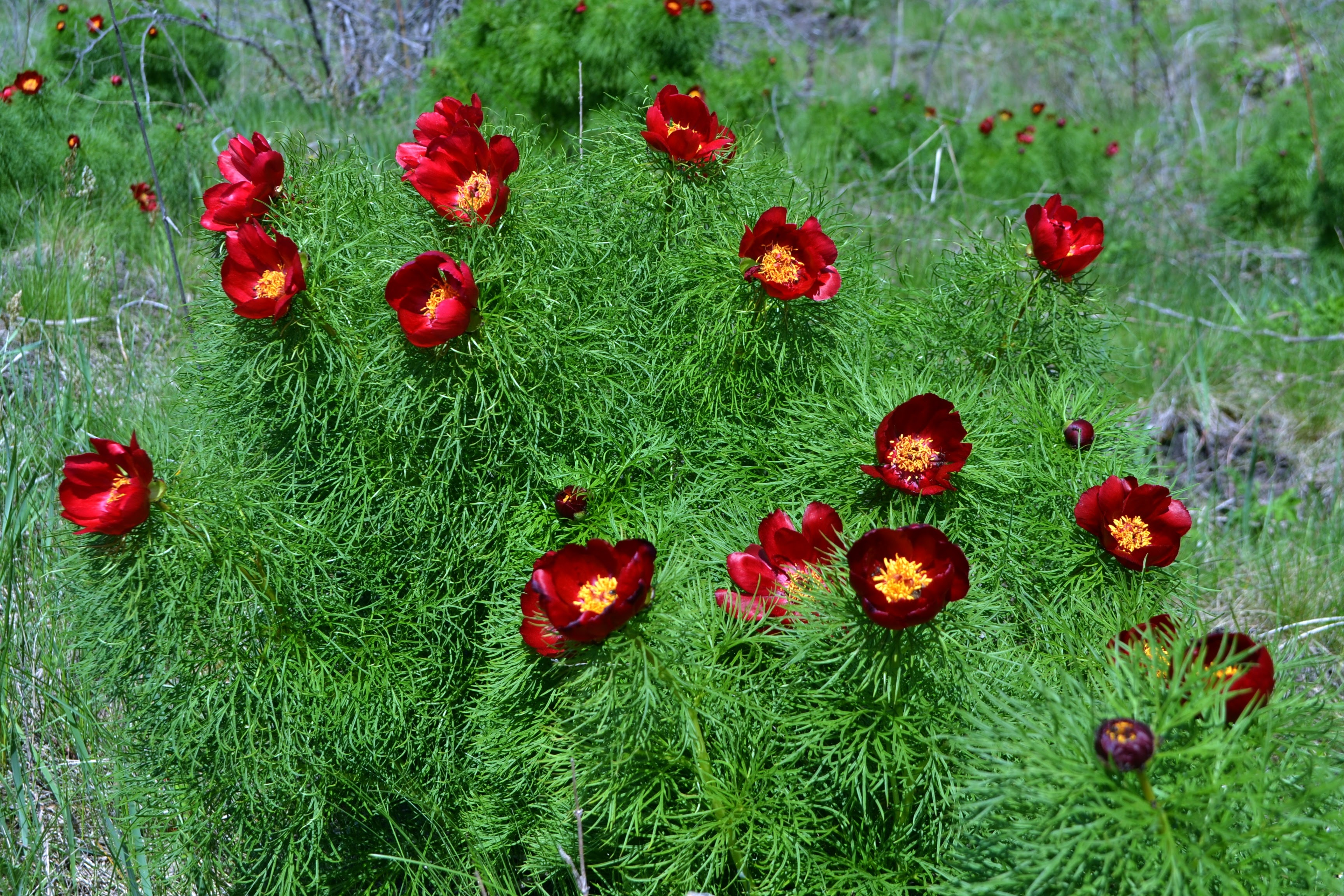
Воронці. смт Марківка, Луганська область
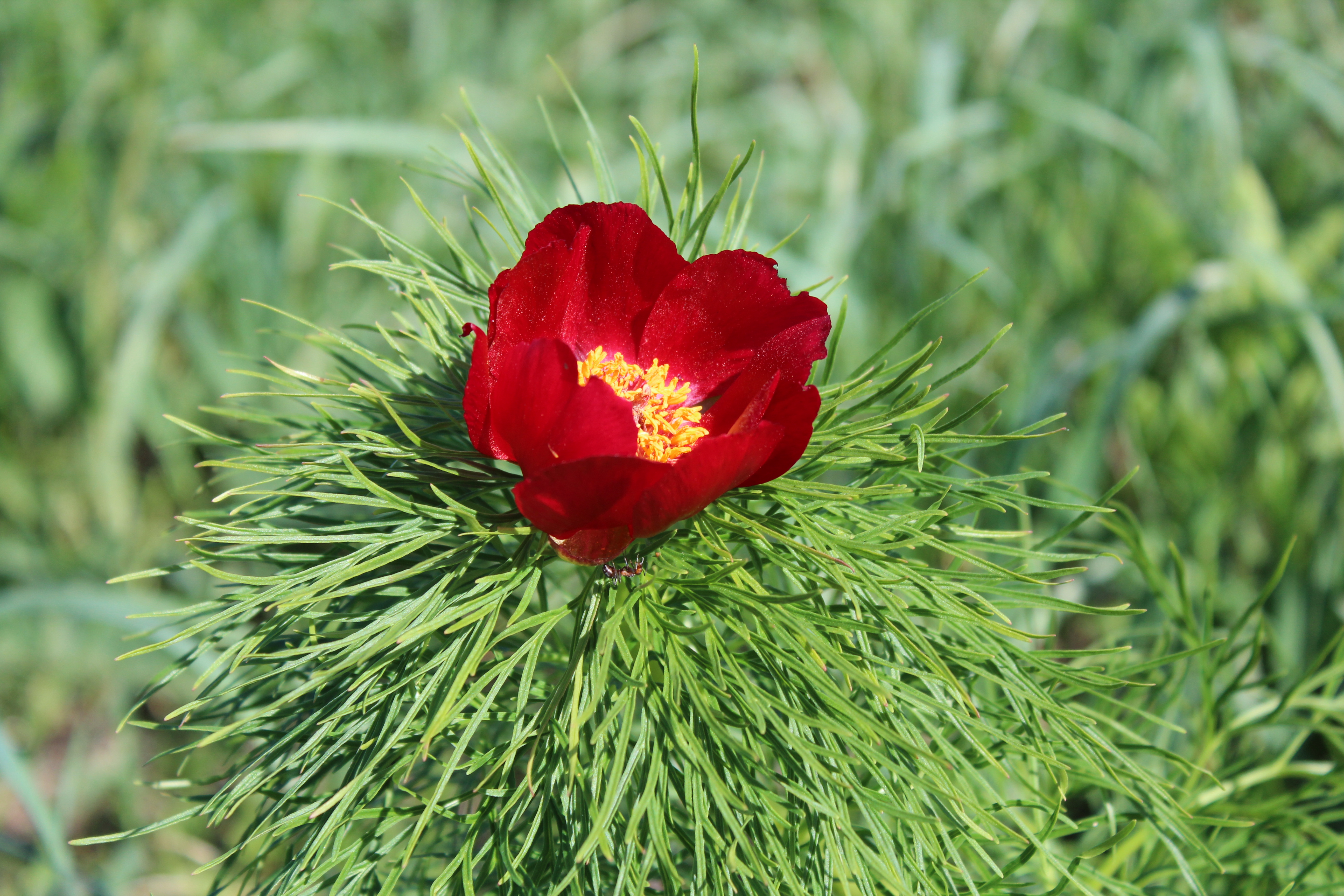
Заповідник «Стрільцівський степ», Луганська область
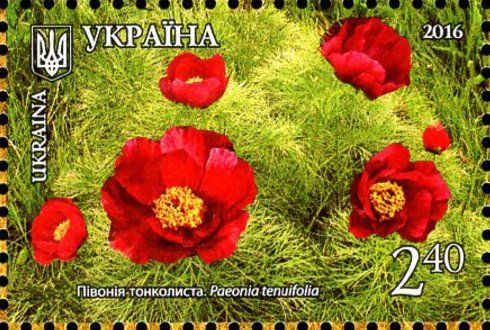
Марка Укрпошти «Півонія вузьколиста (Paeonia tenuifolia)»із блоку поштових марок «Краса і велич України. Луганська область» (2016)

## Виноски
1. ↑  Червона книга України. Півонія тонколиста. [Архівовано 7 травня 2008 у Wayback Machine.] (старе видання)